# Charazay
Charazay fue un videojuego en línea en el que eres dueño de tu propio equipo de baloncesto. Este juego finalizó en septiembre de 2017.
Dentro del videojuego, se podía interactuar con más de 9.000 usuarios de todo el mundo. 
Una vez realizado el registro, recibías tu equipo, y eres encuadrado en un grupo de una división compuesto por 16 equipos, en el que ascendían directamente los dos primeros, el 3º y el 4º promocionaban para el ascenso, del puesto 9 al 12 promocionaban por el descenso y descendían directamente los cuatro últimos.
Podías dirigir tu entrenamiento, tácticas, alineaciones, fichajes...
Los partidos de liga se jugaban dos veces por semana, sábados y martes, al igual que dos amistosos semanales y la posibilidad de participar en copas privadas. Existía además una competición de Copa Nacional en cada país, y una Copa Internacional entre los campeones de todas las ligas y copas nacionales de charazay el año anterior.
El 7 de septiembre de 2017 terminó este juego.

## Los jugadores
Los jugadores eran generados automáticamente cuando un equipo se creaba, aunque también, semanalmente, podías ascender a un joven de la cantera, para entrenarlo y que se convirtiera en la estrella del equipo.
Cada jugador poseía ciertas habilidades, similares a las del baloncesto real, que permitían decidir que haría el jugador en cada momento del partido y la posición en la que jugaría.
Las habilidades eran: Defensa, Tiro de 2, Tiro de 3, Tiro libre, Dribbling, Velocidad, Rebotes, Pase, Footwork (juego de pies) y Experiencia.

## Selección
Existían tres categorías de selecciones en Charazay; la absoluta y las inferiores (sub-18 y sub-21), estas fueron creadas en la temporada 11 a partir de la sub-19, con la cual zakir ganó el último Mundial, celebrándose la final frente a Israel.
Las elecciones se realizaban al inicio de cada temporada, alternándose las inferiores y la absoluta, así, el mandato de cada seleccionador duraba dos temporadas, siendo la segunda en la que se juega el Mundial.